# 贾力更
贾力更（1907年5月12日—1941年3月19日），原名康富成，又名吉尔格勒、巴音巴图，蒙古族，绥远土默特旗（今内蒙古自治区土默特左旗）把什村人。中国共产党在内蒙古的早期革命者，历任中共土默特蒙古工委书记、晋绥行政公署驻绥察办事处蒙政处处长等职。
贾力更是中华人民共和国民政部公布的第一批《著名抗日英烈和英雄群体名录》里唯一的蒙古族抗日英烈。

## 生平
出生于一个家境富裕的书香门第。兄弟姐妹六人都先后参加了革命。
1922年秋考进归绥土默特高等小学校。1924年北京蒙藏学校没有在土默特地区招生，贾力更在哥哥康根成的帮助下以优异成绩考进了北京蒙藏学校插班学习。1925年加入中国共产主义青年团，不久转党。1926年初，中共北方区委派贾力更、高布泽博、李春荣、赵文翰、云继珍、任殿邦、麟祥和汉族学生王建功等绥远特别区的8名青年参加毛泽东亲自主办的广州农民运动讲习所第六期学习。1926年10月底，贾力更、高布泽博、王建功等结业回到绥远，筹建了“国民党绥远特别区党部农民部”任特派员，建立农民协会，发展会员。1927年3月28日发动了反对晋系控制的绥远当局的反对清丈土地、反对开放烟禁斗争，归绥城各界进步人士和农村蒙汉族农民数千人在归化城南的孤魂滩举行了集会，砸了清丈局和归绥县政府，史称“孤魂滩事件”。
四一二事变后，多松年在张家口被察哈尔当局活活钉死在大境门，贾力更和吉雅泰，奎璧、赵诚、高布泽博、勇夫等人隐蔽在包头的“老一团”，贾力更任团部文书。不久，中共绥远特别支部恢复后，隐蔽在“老一团”的蒙古族共产党员也纷纷回到农村开展工作，高布泽博与贾力更、赵诚、勇夫（荣尚义）等人在平绥铁路沿线蒙古族聚居的村庄里开辟了一系列据点或联络点，建立了地下党组织。1929年3月，组织派遣贾力更、奎璧、李森、勇夫（荣尚义）、三得胜等人去往蒙古人民共和国党务学校学习，到乌兰巴托后遇到共产国际派遣从苏联回国的乌兰夫、佛鼎。因为贾力更、勇夫（荣尚义）懂得蒙文和蒙语，继续留在蒙古党务学校学习；奎璧、李森、三得胜跟随乌兰夫和佛鼎回国搞革命。1932年，贾力更学习结业后，被安排到乌兰巴托赤色职工国际的中国工人俱乐部担任干事兼会计。
七七事变前后，贾力更密切关注内蒙古动态，专门学习了军事知识、爆破技术和日语。1937年10月组织同意他从蒙古回国，到家乡很快与奎璧、赵诚、勇夫、李森、云浦等地下党员取得联系，秘密建立抗日救蒙会。由于归绥、包头沦陷后，伪蒙军深入到伊克昭盟腹地，中共中央为了牵制绥远的日伪，保障陕甘宁边区北部的安全，1938年秋决定开辟大青山抗日游击根据地，派遣八路军一二零师358旅715团和师直骑兵营一个连组成大青山抗日游击支队，李井泉任司令员，姚喆任参谋长，司令部驻大青山万家沟（今土默特左旗北部山区）。李井泉派姜文华率领武工队在土默川寻找地下党组织，与贾力更、勇夫（荣尚义）、云光霖、奎璧、张禄、云光霖、云万虎、丁树林等蒙古族党员接上头。1939年，中共绥远省委成立，贾力更担任省委委员。1939年9月，中共土默特蒙古工委成立，贾力更任书记，负责开展蒙古民族工作和伪蒙军策反工作。组建了蒙古抗日游击队，李森担任队长；后队长高凤英。从1939年到1941年，贾力更和奎璧、张禄等人先后把100多名蒙汉各族优秀青年送往延安。第一批去延安的21个人全部是蒙古族青年，由贾力更亲自组织和沿途护送，其中有乌兰夫的女儿云曙碧、儿子布赫、妻弟云生格、堂侄云晨光和云照光、远房侄子云成烈，还有云世英、云治安、云祥生、云玲、云林秀、云志忠、巴增秀、李文精、李永年、李桂茂、朱玉珊、成义、奇峻山、赵俊峰、张玉庆等，在沦陷区、国统区跋涉千里。这些青年到延安经过几年学习和锻炼，大部分成为革命骨干，称“贾力更是我们参加革命的领路人。”
1941年，贾力更和中共绥远省委书记兼八路军绥察独立二支队政委白如冰、大青山骑兵支队政治部主任张达志、绥察军区副司令员于占彪等被推选为绥远地区中共七大代表。1941年3月，贾力更和大青山支队司令员姚喆护送浩帆、潮洛蒙等20多名蒙古青年学生去延安。遭300多日伪军三面包抄合击。贾力更胸部中弹牺牲。姚喆指挥部队打退敌人进攻后，听说贾力更牺牲了，把他的遗体安放在一个山洞里，带领学生们继续去延安。消息传到康家，小弟弟康贵成与多病的父母亲和同村乡亲一起把二哥的遗体偷偷运回家，掩埋于村西。
中华人民共和国成立后，土默特左旗人民政府在把什村后狮子山下，将贾力更等大青山抗日烈士遗体迁葬到此。

## 家人
- 父亲康海明：有文化的蒙古族农民
- 母亲武雲雲
- 姐姐康爱玉
- 哥哥康根成：（1905-1966）1918年考进归绥土默特高等小学校，与乌兰夫是同班同学。后来康根成娶了乌兰夫二姑的女儿。内蒙古自治区高级人民法院副院长。
- 弟弟康福成（1911-1997）共产国际外蒙古的国际交通员[4]
- 弟弟康贵成（1918年－1968年12月28日）：抗战时期积极参加掩护大青山抗日游击支队的工作。
- 妹妹康军：国土资源部司局级离休干部。丈夫于占彪（1914年11月19日--1998年11月18日，绥远省委武装部副部长兼绥察军区副司令员、大青山支队三团团长）全国政协委员 副部长级离休干部